# Финнмарк
Фи́ннмарк (норв. Finnmark) — самая северная и самая крупная область (фюльке) Норвегии. Административный центр — город Вадсё. 
В старину Финнмарк  назывался также Руией. Финны и в особенности квены до сих пор называют этот регион Руийей (фин. Ruija).
1 января 2020 года объединена с фюльке Тромс, образовав фюльке Тромс-ог-Финнмарк. 1 января 2024 года фюльке Финнмарк восстановлена.

## География
Область Финнмарк целиком расположена за Северным полярным кругом, омывается водами Баренцева моря. Береговая линия изрезана фьордами, крупнейшие из которых — Варангер-фьорд, Порсангер-фьорд и Лаксе-фьорд. Площадь региона — 48 631 км² (больше Дании). Около 36% территории занято плоскогорьем Финмаркен, на нём же расположено крупнейшее озеро в области — Йиешъяврре (68 км²).
Финнмарк граничил с губернией Тромс на западе, с Финляндией на юге и с Мурманской областью Российской Федерации на востоке (общая протяжённость границы с Россией — 219,1 км). Здесь же расположен единственный пограничный переход между Россией и Норвегией: Борисоглебский — Стурскуг (норв. Storskog).

## Климат
Климат Финнмарка субарктический, в целом суров, но в значительной степени смягчён влиянием тёплого течения Гольфстрим.

## История
Территория Финнмарка издавна была местом обитания саамских племён. Новгородско-норвежский договор 1326 года несколько разграничил налогообложение этих земель между Новгородской республикой и Норвегией. В начале XVIII века регион стал окончательно норвежским.
После начала колонизации земель, населённых саамами, рядом европейских держав — Данией, Норвегией, Швецией и Россией — этот народ сильно пострадал от чрезмерного налогообложения, а на территории Норвегии — от насильственной ассимиляционной политики властей. Ситуация с соблюдением прав человека заметно улучшилась только в 1990-х годах, когда язык и культура саамов наконец получили признание.
Во время Второй мировой войны Финнмарк находился под немецкой оккупацией в 1940—1944 годах. В конце 1944 года область была освобождена советскими войсками. Однако перед освобождением немецкие оккупанты принудительно выселили две трети гражданского населения Финнмарка, а большинство домов, школ и церквей уничтожили.

## Население
Плотность населения в регионе — самая низкая в Норвегии — всего 1,53 чел/км². Население — 74 534 человек (1,6 % населения Норвегии). Для сравнения — плотность населения Мурманской области Российской Федерации составляет около 5 человек на км². Основное население — норвежцы (около 70 %) — потомки переселенцев XIV—XIX веков. Однако значительную долю в населении региона (около 24 %) по-прежнему составляют саамы, язык которых признан официальным в ряде регионов их компактного проживания. В регионе также проживают финны (потомки иммигрантов начала XX века) и значительное количество русских и граждан России, в значительных количествах прибывших в регион (особенно в приграничный город Киркенес) в 1990-е годы, в основном для экономического сотрудничества. Русский язык приобретает всё большую популярность как иностранный в школах Финнмарка.
Государственным является норвежский язык, официальным — также и саамский язык.

## Административно-территориальное деление
В состав губернии входило  19 муниципалитетов.
| Муниципалитеты Финнмарк | Муниципалитеты Финнмарк |
| --- | ----------------------- |
| Ключ |                         |
| 1. Алта (Alta) 2. Берлевог (Berlevåg) 3. Ботсфьорд (Båtsfjord) 4. Гамвик (Gamvik) 5. Хаммерфест (Hammerfest) 6. Хасвик (Hasvik) 7. Карасйок (Kárášjohka — Karasjok) 8. Кёутукейну (Guovdageaidnu — Kautokeino) 9. Квалсунн (Kvalsund) 10. Лебесбю (Lebesby) 11. Лоппа (Loppa) 12. Мосёй (Måsøy) 13. Нессебю (Unjárga — Nesseby) 14. Нордкапп (Nordkapp) 15. Порсангер (Porsanger) 16. Сёр-Варангер (Sør-Varanger) 17. Тана (Deatnu — Tana) 18. Вадсё (Vadsø) 19. Вардё (Vardø) |                         |

## Экономика и перспективы
Экономика региона в основном базируется на деятельностях, так или иначе связанных с морем и добычей полезных ископаемых.